# Wilhelm Müller-Scheld

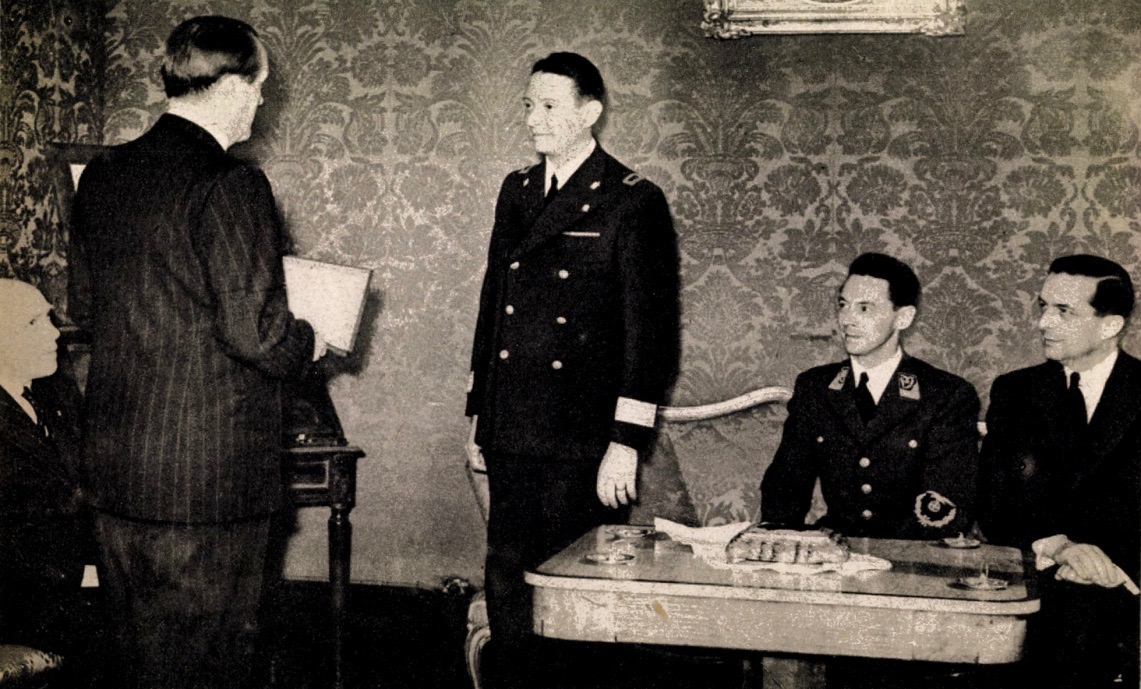
Wilhelm Müller-Scheld (ganz rechts), links von ihm der norwegische Kulturminister Gulbrand Lunde

Wilhelm Müller-Scheld (* 31. Juli 1895 in Grebenroth; † 29. Oktober 1969 in München) war ein deutscher Schriftsteller und nationalsozialistischer Kulturfunktionär.

## Leben
Wilhelm Müller-Scheld kam als vierter Sohn eines Volksschullehrers im südhessischen Grebenroth zur Welt. Er absolvierte eine kaufmännische Lehre und kämpfte ab 1914 als Freiwilliger im Ersten Weltkrieg. Nach mehrfacher Verwundung wurde er 1916 zum Leutnant der Reserve ernannt, später folgten Verwendungen als Kompanieführer und zuletzt Bataillonsadjutant. Er wurde mit dem Eisernen Kreuz 1. und 2. Klasse sowie der Hessischen Tapferkeitsmedaille ausgezeichnet.
Nach Kriegsende studierte Müller-Scheld Zeitungs- und Theaterwissenschaften an den Universitäten in Leipzig, Gießen und München. Zu seinen Lehrern gehörten Karl Bücher, Albert Köster und Artur Kutscher. Danach lebte er als freier Schriftsteller in Idstein. Er publizierte über Maximilian Harden, Erich Maria Remarque, Peter Martin Lampel und den Kapp-Putsch in Leipzig. Auch einige Schauspiele gehören zu seinem Gesamtwerk.
Müller-Scheld trat zum 1. Juli 1931 der NSDAP bei (Mitgliedsnummer 583.476), für die er zunächst als Amtswalter und Ortsgruppen-Propagandaleiter aktiv war. Er trat auch der SA bei, wo er bis zum Sturmbannführer aufstieg. 1932 wurde er zum Gau-Propagandaleiter für Gau Hessen-Nassau ernannt. Ab 1933 war er Leiter der Landesstelle des Reichsministeriums für Volksaufklärung und Propaganda im Gau Hessen-Nassau und seit 1935 in Personalunion gleichzeitig Landeskulturwalter des Reichskultursenats. Daneben gehörte er dem Präsidialrat der Reichskulturkammer an. Für die Organisation einer Kundgebung mit Adolf Hitler am 23. Mai 1933 in Frankfurt am Main erhielt er von Reichspropagandaleiter Joseph Goebbels öffentliche Anerkennung. Ab 1937 gehörte er zum engsten Mitarbeiterkreis von Goebbels.
Nach Gründung der Deutschen Filmakademie Babelsberg 1938 wurde er deren Präsident. Aus Kostengründen und wegen geringen Zuspruchs nach Ausbruch des Zweiten Weltkrieges kam der Betrieb der Filmakademie bereits 1940 zum Erliegen. Im Zweiten Weltkrieg wurde Müller-Scheld Leiter der Kulturabteilung im deutsch besetzten Norwegen. Später lebte er als Schriftsteller in Frankfurt am Main, wo bereits 1936 sein Schauspiel „Schach dem Zaren“ uraufgeführt worden war.

## Werke (Auswahl)
- „Im Westen nichts Neues“, eine Täuschung. Studie. Idstein i. Taunus 1929.
- Fall Lampel. Studie. Idstein i. Taunus 1930.
- Ein Deutscher namens Stein. Schauspiel in 8 Bildern. Berlin 1935.
- Anna Maria. 1935.